# 章多乡
章多乡（藏語：གཙང་ཏོག་），是中华人民共和国西藏自治区拉萨市达孜区下辖的一个乡镇级行政单位。

## 行政区划
章多乡下辖以下地区：
章多村、恰村、尊木采村和拉木村。